# Artjärvi
Artjärvi (Artsjö in svedese) è un comune finlandese di 1 539 abitanti, situato nella regione del Päijät-Häme. È stato soppresso nel 2011 ed è ora compreso nel comune di Orimattila.